# Mustafa Sağlam
Mustafa Sağlam (ur. 1 stycznia 1988) – turecki zapaśnik walczący w stylu klasycznym. Zajął 20. miejsce na mistrzostwach świata w 2011. Brązowy medalista mistrzostw Europy w 2011. Dziesiąty w Pucharze Świata w 2011 i 2012 roku.